# 紫顶蜂鸟
紫顶蜂鸟（学名：Goldmania violiceps），是雨燕目蜂鸟科的一种鸟类。
紫顶蜂鸟体重约4.1克，翼长约49.5毫米，嘴峰长约21.7毫米，喙宽度约2.7毫米，喙厚度约2.1毫米，跗蹠长约3.7毫米，尾长约28毫米。紫顶蜂鸟在其分布区内为留鸟，其栖息在密集的高大树木组成的森林中，食性为草食性，主要食物来源是植物的花蜜。
紫顶蜂鸟分布于巴拿马东部和哥伦比亚西北部的高原地区。该物种是单型物种，没有亚种分化。